# 2003 au Manitoba
Chronologie du Manitoba
- 1999
- 2000
- 2001
- 2002
- 2003
- 2004
- 2005
- 2006
- 2007

Cette page concerne des événements d'actualité qui se sont produits durant l'année 2003 au Manitoba, une province canadienne.

## Politique
- Premier ministre : Gary Doer
- Chef de l'Opposition :
- Lieutenant-gouverneur : Peter Liba
- Législature :

## Événements
- 3 juin : élection générale au Manitoba — le Nouveau Parti démocratique conserve sa majorité à l'Assemblée législative ; le Parti progressiste-conservateur forme l'opposition officielle.

## Décès
- 16 juillet : Carol Shields (O.M.), née Carol Ann Warner le 2 juin 1935 à Oak Park (Illinois) et morte à Victoria (Colombie-Britannique), est une romancière canadienne d'origine américaine.
- 7 octobre : Israel « Izzy » Asper (né le 11 août 1932 à Minnedosa, Manitoba, Canada - décédé à Winnipeg, Manitoba) était un magnat des médias canadien et fondateur de CanWest Global Communications. Il est membre élu du Temple de la renommée des hommes d'affaires canadiens.